# 脊骨

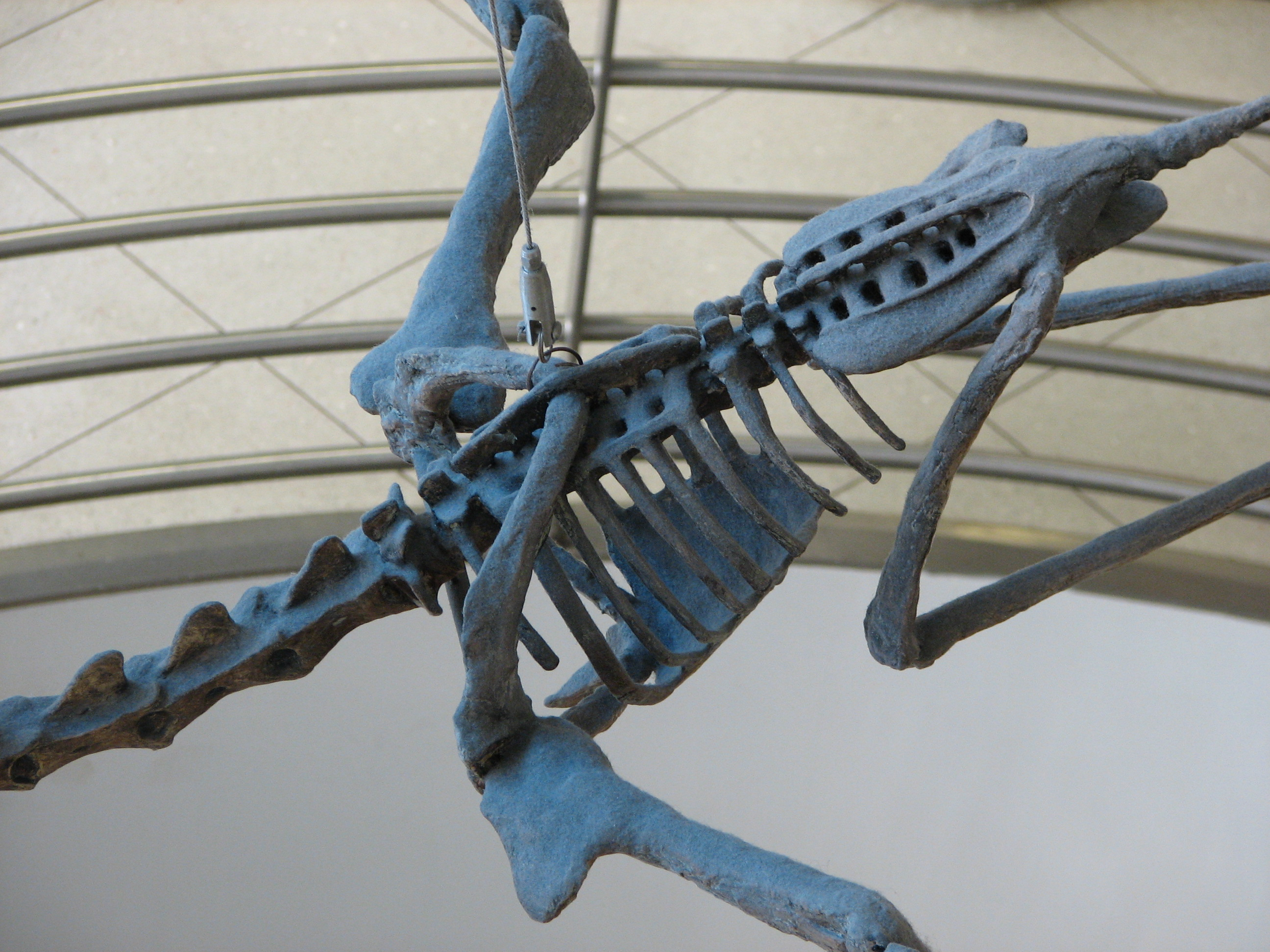
無齒翼龍的骨骼，它展現了肩胛與脊椎之間的脊骨

脊骨（英語：notarium 或 os dorsale），也稱背心骨，是鳥類和部分翼龍類肩膀與脊椎癒合的部分。該結構有助於支撐胸部抵抗翅膀產生的壓力。在鳥類中，椎骨僅與相鄰的椎骨和肋骨接觸，而在一些翼龍中，脊骨關節與肩胛骨相連。 這種關節在四足動物中是獨特的，因為在其他任何分類單元中，胸帶和脊柱之間都沒有直接的連接（儘管在具有鎖骨的物種中，鎖骨與胸骨連結，而胸骨又通過肋骨與椎骨相連，從而實現肩胛骨和脊椎的間接連結）。
在現代鳥類中雞形目（Galliformes）、鴿形目（Columbiformes）、隼形目（Falconiformes）
鶴形目（Gruiformes）、雁形目（Anseriformes）、形目（Tinamiformes）等十七種鳥類都有該結構。